# La Fermeté
La Fermeté is een gemeente in het Franse departement Nièvre (regio Bourgogne-Franche-Comté) en telt 666 inwoners (2009). De plaats maakt deel uit van het arrondissement Nevers.

## Geografie
De oppervlakte van La Fermeté bedraagt 35,2 km², de bevolkingsdichtheid is 18,5 inwoners per km².
De onderstaande kaart toont de ligging van La Fermeté met de belangrijkste infrastructuur en aangrenzende gemeenten.

## Demografie
Onderstaande figuur toont het verloop van het inwonertal (bron: INSEE-tellingen).